# Kurt Siegmund
Kurt Siegmund (* 21. Dezember 1910 in Schönnewitz, Saalkreis; † 17. November 1988 in Ost-Berlin) war ein deutscher Politiker und Funktionär der Kommunistischen Partei Deutschlands und später der SED, der unter anderem von 1950 bis 1958 stellvertretender Minister sowie Staatssekretär im Ministerium für Land- und Forstwirtschaft der DDR war.

## Leben
Kurt Siegmund, Sohn eines Steinsetzers, war zunächst von Beruf Linierer und wurde im Oktober 1927 Mitglied des Kommunistischen Jugendverbands Deutschlands (KJVD), woraufhin er seit 1929 hauptamtlicher Funktionär des KJVD und der Roten Jungfront in Halle und Berlin war. 1931 trat er der Kommunistischen Partei Deutschlands (KPD) als Mitglied bei und ging Ende 1932 nach Moskau, wo er anfangs als Praktikant sowie später als Referent in der Organisationsabteilung des Exekutivkomitees der Kommunistischen Jugendinternationale (KJI) tätig war. Nach einem militärtheoretischen Kurs bei Wilhelm Zaisser reiste er im Spätsommer 1933 über Skandinavien illegal nach Deutschland und war daraufhin als Oberinstrukteur für den KJVD in Sachsen. 
Nachdem Siegmund zwischen Mitte und Ende 1934 als Leiter des KJVD in Berlin fungierte, wurde er auf der Moskauer Reichskonferenz Ende 1934 zum Mitglied des Zentralkomitees (ZK) des KJVD gewählt und war zudem bis Mai 1935 Mitglied des in Berlin illegal wirkenden Sekretariats des ZK des KJVD. Anschließend fungierte er in der Tschechoslowakei Mitglied im Auslandssekretariat. Im Anschluss fungierte er 1935/36 als deutscher Vertreter in der KJI und war vom 25. Juli bis 20. August 1935 Delegierter auf dem VII. Weltkongreß der Kommunistische Internationale (Komintern). Unter dem Parteinamen „Friedel Stein“ war er von November 1936 bis September 1937 Vertreter des KJVD beim Sekretariat des ZK der KPD in Paris und kehrte daraufhin erneut zur illegalen Arbeit in Deutschland zurück, ehe im Mai 1939 nach Schweden zur AL Mitte ging. Anfang 1941 sollte er eigentlich in Deutschland die Jugendarbeit übernehmen, reiste aber in die Niederlande und hielt dort Kontakte zu deutschen Kommunisten. 
Nach Ende des Zweiten Weltkrieges kehrte Kurt Siegmund August 1945 kehrte er nach Deutschland zurückgekehrt und arbeitete zunächst als Redakteur in Halle, ehe er Ende 1948 Leiter der Landesverwaltung für Maschinen-Ausleih-Stationen (MAS) in Sachsen-Anhalt war. Nach Gründung der DDR am 7. Oktober 1949 erfolgte Ende 1950 seine Ernennung zum stellvertretender Minister sowie Staatssekretär im Ministerium für Land- und Forstwirtschaft. Anschließend bekleidete er von 1958 bis zu seiner Entbindung 1962 als Stellvertretender Vorsitzender des Rates des Bezirks Neubrandenburg. Er fungierte daraufhin zwischen 1962 und 1976 als Direktor eines Instituts der Akademie der Landwirtschaftswissenschaften der DDR (AdL) und wurde auf dem VI. Parteitag der SED (15. – 21. Januar 1963) erstmals zum Mitglied der Zentralen Revisionskommission der SED (ZRK) gewählt und gehörte dieser bis zu seinem Tode am 17. November 1988 an. Er wurde 1985 mit dem Karl-Marx-Orden ausgezeichnet.

## Veröffentlichung
- Zu den Fragen der landwirtschaftlichen Information und Dokumentation, Mitautor Květoslav Vlček, Deutsche Akademie der Landwirtschaftswissenschaften, Berlin 1963